# Oscar Ghez
Pour les articles homonymes, voir Ghez.
 (juillet 2016).
Oscar Ghez de Castelnuovo, né en 1905 à Sousse en Tunisie et mort le 20 février 1998 à Genève, est un entrepreneur et collectionneur d'art français.

## Biographie
Ghez s’établit en Europe dès 1920, tout d’abord en Italie puis dans la région lyonnaise. Après la Première Guerre mondiale, il construit en Italie avec son frère une usine de production de produits en caoutchouc qui fonde la fortune familiale. Il émigre aux États-Unis au cours de la Seconde Guerre mondiale, puis revient en 1945 en Europe, où il fait prospérer son entreprise. En 1960, il a vend sa société et se consacre à sa collection d'œuvres d'art. Ses collections de peintures, sculptures et dessins regroupent un vaste ensemble d'œuvres comptant dans l'histoire de l'art moderne. Tous les grands courants de 1870 à 1930 y sont représentés et particulièrement les peintres impressionnistes et l'École de Paris. Pour les présenter, il fonde le musée du Petit Palais à Genève, dans une villa construite en 1862. L'inauguration eut lieu le 18 novembre 1968. En 1978, il fait don à l'université de Haïfa de plus de cent œuvres d'art.

## Famille et jeunesse
Oscar Ghez est né en 1905 à Sousse. Il est le fils de l'entrepreneur tunisien Angelo Ghez et de son épouse italienne, Corinne di Castelnuovo, native de Florence, fille du baron Giacomo di Castelnuovo , le médecin personnel du roi Victor-Emmanuel II. Son oncle, Arturo di Castelnuovo, était député au parlement italien. Les frères et sœurs d'Oscar Ghez se nomment Henri, Odette et Ketty. La famille quitte la Tunisie pour Marseille en 1915. Oscar Ghez y fréquente l'école Saint-Charles avant d'enter à l'école supérieure de commerce. Il est diplômé de cette école de commerce en 1922, puis il obtient son doctorat ès sciences économiques à Rome. Il passe de nombreuses vacances à Genève.
Oscar Ghez épouse en 1937 Nella Treves, originaire de Turin, sœur du peintre Dario Treves (1907-1978).

## Exploitation d'une usine de caoutchouc
D'origine juive, la famille Ghez quitte l'Italie à la suite de la promulgation des lois raciales antisémites de 1938 par Mussolini. Elle négocie l'échange de l'usine proche de Rome contre une usine de l'italien Pirelli  proche de Lyon. Les frères Ghez y développent le premier système de montage pour la production de bottes et de tubes de caoutchouc.

## Exil et retour en France et en Italie
Après son départ d'Italie, la famille d'Oscar Ghez vit d'abord en Suisse où, en 1939, son fils Claude est né. Après le déclenchement de la Seconde Guerre mondiale, Oscar Ghez Henri fuit avec sa famille vers l'Espagne, puis le Portugal et enfin aux États-Unis. Plus tard, Oscar Ghez travaille pour le département américain de la Défense en tant que consultant pour les affaires italiennes. En cette qualité, il participe à la planification du débarquement des troupes américaines en Italie.
Peu de temps après la fin des hostilités, la famille d'Osar Ghez retourne à Lyon en 1945 et en Italie avec le frère d'Oscar, Henri, qui a une formation de chimiste. Ensemble, ils fondent près de Rome une usine de produits en caoutchouc. Alors qu'Oscar Ghez gère la société, son frère Henri supervise la production et le développement de nouveaux produits, pour lesquels il dépose des brevets.
Dans les années suivantes, les deux frères poursuivent leurs activités. Dans les années 1950, Nella, l'épouse d'Oscar Ghez, et son frère Henri meurent. Oscar Ghez dirige seul l'entreprise avant de la vendre en 1960. Il se retire alors des affaires et s'installe à Genève, où il vit jusqu'à sa mort.

## Collectionneur d'art
Depuis les années 1950, Oscar Ghez développe de sa propre collection d'art. Il acquiert d'abord des livres anciens et des objets d'art en ivoire, de la porcelaine et des jades chinois, puis des peintures d'artistes italiens actifs entre la Première et la Seconde Guerre mondiale. Il collectionne aussi quelques artistes français du XIXe siècle, comme Jean-Jacques Henner. Plus tard, Ghez s'intéresse aux artistes de Montmartre, dont il achète des œuvres à bas prix, comme  Maurice Utrillo, Alphonse Quizet et Théophile Steinlen. Ensuite, Ghez élargit sa collection à des œuvres d'artistes post-impressionnistes, fauves et de l'École de Paris, comme Kees van Dongen , Emmanuel Mane-Katz , Kisling et Foujita que Ghez connaît personnellement et dont il acquiert les œuvres dans leurs ateliers.
À la fin des années 1950, la sœur d'Oscar Ghez entreprend un catalogue des œuvres de la collection. Oscar Ghez concentre ses acquisitions sur des œuvres de la fin du XIXe siècle au milieu du XXe siècle, mais ne s'intéresse pas à l'art abstrait, préférant des œuvres d'artistes comme Gustave Caillebotte, Charles Angrand ou Louis Valtat. C'est l'un des premiers à distinguer la valeur des œuvres de María Blanchard et de Marie Bracquemond.
Oscar Ghez réunit à Paris des œuvres d'artistes juifs qui ont péri pendant la Shoah, notamment des peintres de la communauté juive de Paris provenant d'Europe centrale et orientale, installés dans la capitale entre les deux guerres mondiales. Ghez recherchait spécifiquement des œuvres de ces artistes oubliés après 1945. Pour remettre leur travail en valeur, il fait don en 1978 de 137 œuvres de dix-huit d'entre eux à l'université de Haïfa.

## Musée du Petit Palais de Genève
Après avoir vendu son entreprise en 1960, Oscar Ghez consacre donc presque exclusivement son temps à sa collection d'art. En 1965, il expose des pièces de sa collection au Musée Rath à Genève. La même année, il acquiert à Genève une villa de style néo-classique au bord de la vieille ville pour une présentation pérenne de sa collection. Le 18 novembre 1968, il inaugure le musée du Petit Palais dans cette villa. En outre, il y organise régulièrement des expositions d'art et élargit progressivement sa collection. En 1972, Oscar Ghez épouse Nicole en secondes noces.
Dans ses dernières années, Oscar Ghez reçoit de nombreux prix internationaux. En France, il est nommé chevalier de la Légion d'honneur en 1957, puis il est promu officier du même ordre. Il reçoit également la décoration de chevalier des Arts et Lettres .
En Italie, il est nommé Commendatore della Repubblica, et est membre de l'Accademia Tiberina en 1976. En outre, il reçoit un titre de docteur honoris causa de l'université de Haïfa et, en 1993, la médaille de vermeil de Genève reconnaissante qui est la plus haute distinction de cette ville.
Oscar Ghez est mort le 20 février 1998 à Genève. Depuis sa mort, son musée est fermé au public. Son fils, Claude Ghez, gère les collections et travaille en qualité de professeur de neurosciences à New York, à l'université Columbia. Une partie de la collection d'art circule dans des expositions internationales, à Paris (2003), Rotterdam (2004), Québec (2006), Lodève (2007), Athènes (2008) et Iéna (2008).

## Collection des beaux-arts
Durant plus de trente ans, Oscar Ghez a recueilli plus de 5 000 œuvres d'art : peintures, aquarelles, dessins et sculptures. Parmi les plus anciennes peintures on trouve des œuvres de l'École de Barbizon (Jean-Baptiste Camille Corot) et de l'inclassable Henri Fantin-Latour. Les impressionnistes y sont présentés par des œuvres de Frédéric Bazille, Marie Bracquemond, Edgar Degas, Henri de Toulouse-Lautrec, Jean-Louis Forain, Armand Guillaumin, Henri Martin, Édouard Manet, Claude Monet, Pierre-Auguste Renoir, et un grand nombre de peintures de Gustave Caillebotte (dont Le Pont de l'Europe).
Le post-impressionnisme est représenté par des œuvres de Charles Angrand, Paul Gauguin, Louis Hayet, Maximilien Luce, Henry Moret, Nicolas Tarkhoff, Louis Valtat , Félix Vallotton et Henry van de Velde. Le pointillisme s'y illustre avec Henri-Edmond Cross, Théo van Rysselberghe, Paul Signac et Achille Laugé. Les mouvements artistiques suivant le synthétisme sont présents avec des tableaux d'Émile Bernard, les nabis avec Maurice Denis , Paul Ranson , Paul Sérusier et Édouard Vuillard, et le fauvisme, avec des œuvres de Charles Camoin, Auguste Chabaud, André Derain, Kees van Dongen, Raoul Dufy, Louis Legrand, Henri Manguin, Albert Marquet, Henri Matisse, Jean Puy et Maurice de Vlaminck.
Oscar Ghez collectionne les œuvres de l'École de Paris avec des peintres comme Maurice Utrillo, Alphonse Quizet, Théophile Steinlen, André Utter et Suzanne Valadon. Les artistes de Montparnasse sont représentés par Léonard Foujita, Max Jacob, Michel Kikoïne, Pinchus Kremegne, Emmanuel Mane-Katz, Moïse Kisling et Chaïm Soutine. On y trouve aussi des œuvres proches de l'expressionnisme avec Jules Pascin, Marc Chagall et Ossip Zadkine, et Mikhail Larionov pour le rayonnisme. Il y a aussi des œuvres Art déco de Tamara de Lempicka, quelques tableaux de Pablo Picasso et Giorgio de Chirico, et des œuvres cubistes de María Blanchard, Jean Metzinger et Léopold Survage.
Fondée en 1978, la collection de l'université de Haïfa compte 137 œuvres de peintres juifs de l'École de Paris, dont : Naum Arenson, Georges Ascher, Abraham Berline, Jacques Cytrynovitch, Henri Epstein, Alex Fasini, Adolphe Feder :  Le saltimbanque assis, Jacques Gotko, Nathan Grunsweigh, Karl Haber, Joseph Hecht, Max Jacob, Georges Kars, Moïse Kogan, Nathalie Kraemer, Roman Kramsztyk, Joachim Weingart et Léon Weissberg .

## Publications
Oscar Ghez est l'auteur de plus de huit cents biographies d'artistes.

## Distinctions et prix
- Docteur honoris causa de l'université de Haïfa
- 1982 : commandeur de l'ordre du mérite de la République italienne
- 1957 : chevalier de la Légion d'honneur puis officier de la Légion d'honneur
- 15 décembre 1993 : médaille de vermeil de Genève reconnaissante[4]
- Chevalier des Arts et des Lettres